# Wolfsburgo

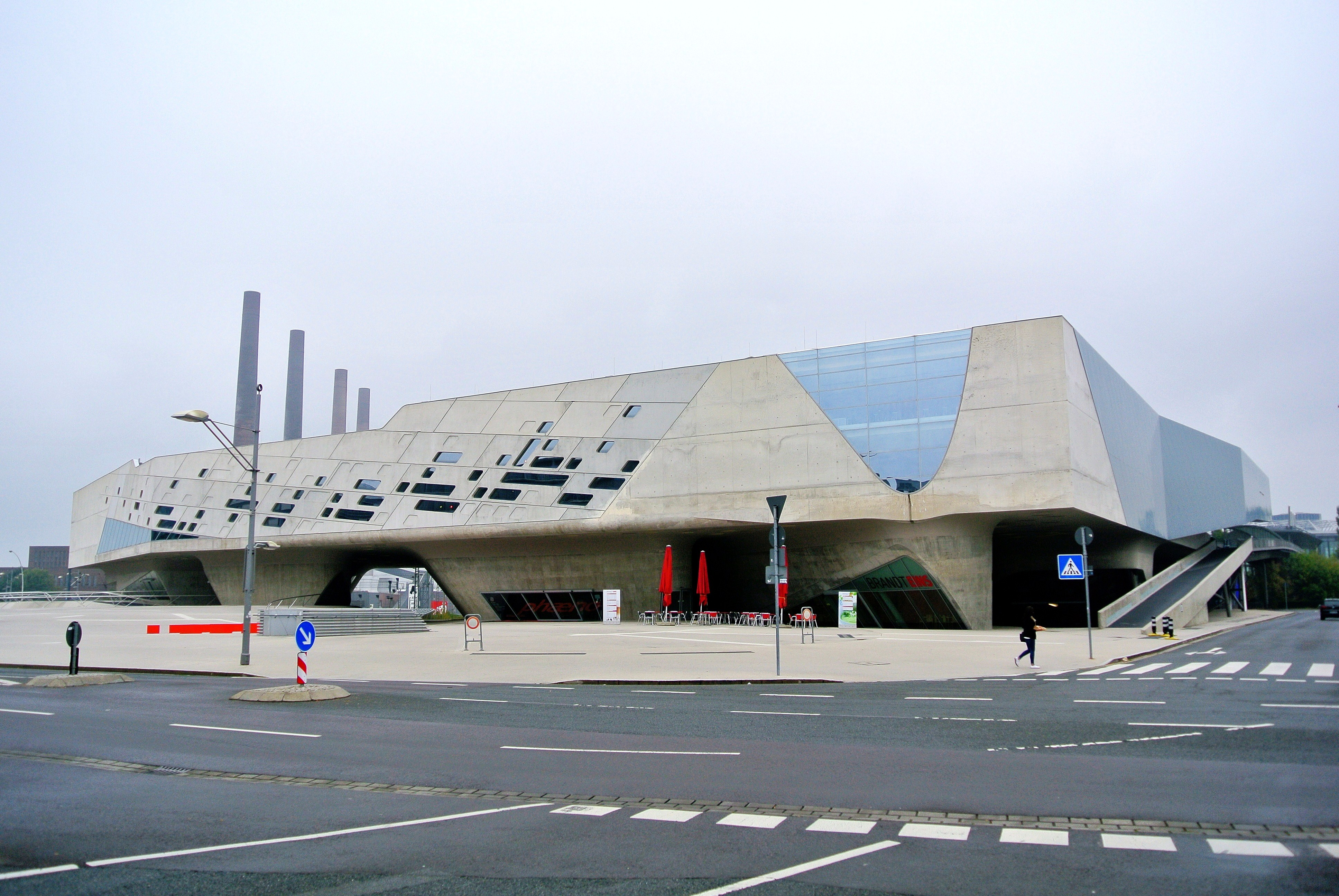
Museo de ciencias Phaeno, diseñado por Zada Hadid

Wolfsburgo (en alemán, Wolfsburg; pron.: ˈvɔlfsbʊʁkⓘ) es una ciudad de Alemania situada en el estado de Baja Sajonia. Tiene una población estimada, a fines de marzo de 2023, de 126 123 habitantes.
Está ubicada a orillas del río Aller.
Según datos de 2013 del Instituto de Economía Alemana de Colonia, la ciudad tiene el PBI per cápita más alto de Alemania.
Es conocida por albergar la sede central de la empresa automovilística alemana Volkswagen. Fue fundada el 26 de mayo de 1938 por Adolf Hitler con el nombre de Stadt des KdF-Wagens bei Fallersleben, que en español podría traducirse como "Ciudad de los automóviles KdF en Fallersleben". La sigla KdF corresponde al nombre de la asociación recreativa Kraft durch Freude, vinculada al régimen nacionalsocialista. Este fue el nombre oficial de la ciudad hasta el 25 de mayo de 1945, momento en que se cambió al actual Wolfsburg.

## Historia
El castillo "Wolfsburg" se menciona por primera vez en 1302 en un documento como residencia de la familia noble de Bartensleben. Originalmente era una fortaleza junto al río Aller, que fue defendida por un foso unos siglos más tarde. En 1372 aparece la primera mención documental del castillo de Neuhaus, cerca de Wolfsburgo. Tras la extinción de la familia Bartensleben en 1742, el señorío y su castillo de Wolfsburgo pasaron a los condes Schulenburgs. La hacienda comunal era un importante empleador para las poblaciones cercanas de Rothenfelde y Hesslingen. 
Wolfsburg fue fundada el 1 de julio de 1938 como Stadt des KdF-Wagens bei Fallersleben, una ciudad planificada centrada en el pueblo de Fallersleben, construida para albergar a los trabajadores de las plantas de Volkswagen erigidas para ensamblar lo que más tarde se conocería como el Volkswagen Escarabajo. Durante la Segunda Guerra Mundial, se fabricaron allí vehículos militares, aviones y otros equipos militares, en su mayoría con trabajadores forzados y prisioneros de guerra. En 1942, las autoridades alemanas establecieron en la ciudad el campo de concentración de Arbeitsdorf durante varios meses. Al menos seis personas han muerto mientras trabajaban en este campo. 
La ciudad y la planta de Volkswagen fueron capturadas el 11 de abril de 1945 por las tropas americanas, y unos 7.700 trabajadores forzados fueron liberados de la planta de Volkswagen. Las tropas americanas ocuparon la ciudad hasta finales de junio, y el 25 de mayo de 1945, la ciudad fue rebautizada como Wolfsburg en honor al castillo del mismo nombre situado allí.
En 1955 se fabricó en Wolfsburg el Volkswagen Escarabajo un millón. La producción del Beetle en Wolfsburg finalizó en 1974, aunque continuó en Emden hasta 1978. Las plantas de Wolfsburg siguen siendo una parte clave de la capacidad de producción de Volkswagen. 
Durante el milagro económico alemán, Wolfsburgo recibió una gran afluencia de trabajadores inmigrantes, especialmente de Italia.

## Cultura

### Museos
Wolfsburgo cuenta con el museo Autostadt, un parque temático al aire libre dedicado al automóvil propiedad del grupo Volkswagen. El parque cuenta con pabellones de las marcas más importantes del grupo: Volkswagen, Audi, SEAT, Škoda, Lamborghini, Bentley, Bugatti y Porsche. El Autostadt también incluye un planetario, el Phaeno Science Center (el mayor museo interactivo de Alemania) y el museo de arte moderno y contemporáneo Kunstmuseum Wolfsburg.

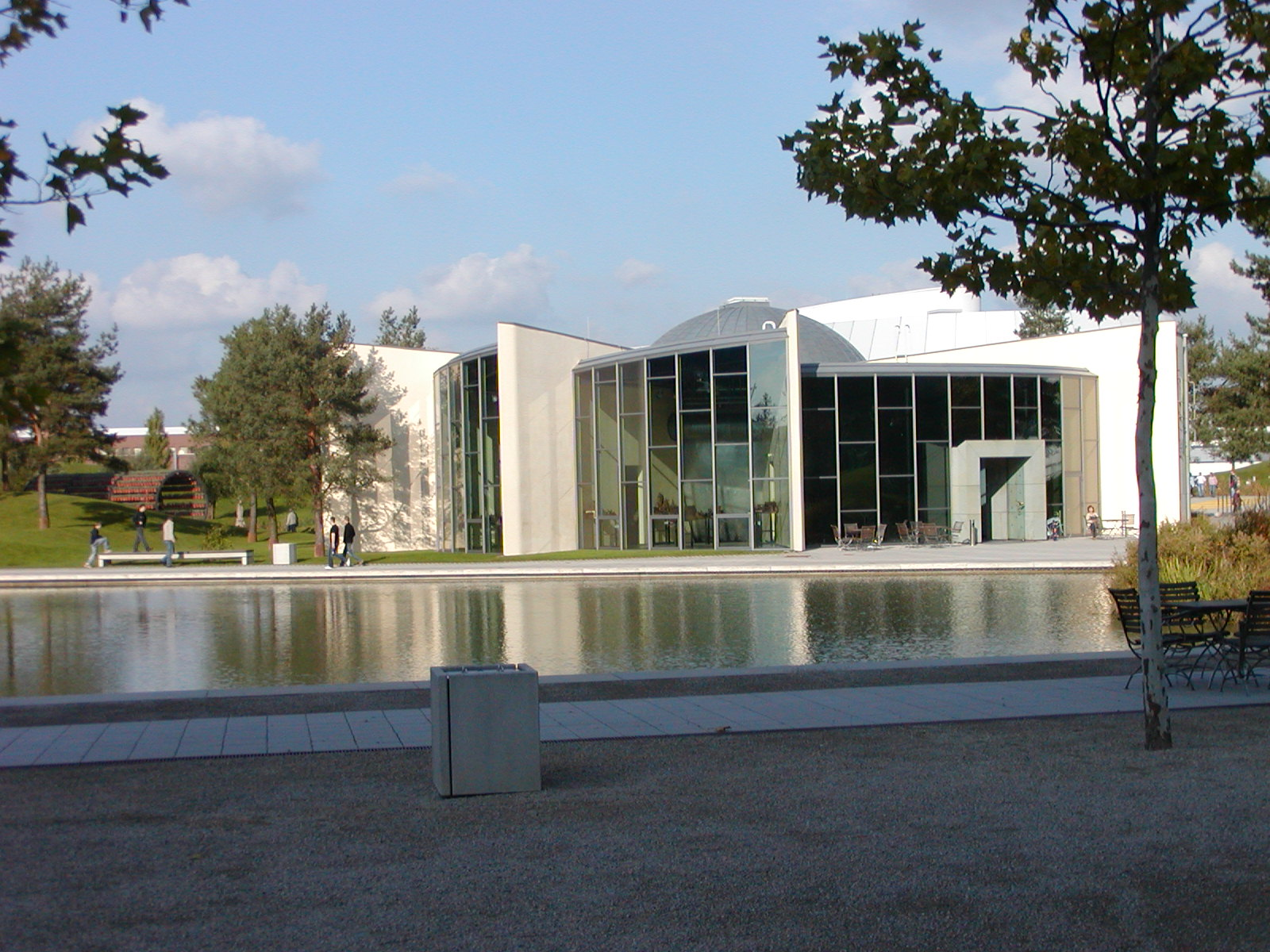
Skoda Pavillon, en Autostadt

## Deportes
La ciudad es sede de uno de los clubes de fútbol profesional más famosos de Alemania, el VfL Wolfsburgo, creado en 1945, que participa en la primera división del fútbol nacional (la Bundesliga) y disputa sus encuentros de local en el Estadio Volkswagen Arena.
El club masculino ganó la Bundesliga en 2009, mientras que el equipo femenino ganó seis títulos de la Bundesliga  y siete títulos de la DFB Pokal femenina. 
El equipo femenino también destaca por haber ganado la Liga de Campeones femenina de la UEFA durante dos años consecutivos, en 2013 y 2014.
Por su parte, el equipo local de hockey sobre hielo, Grizzlys Wolfsburg, desde 2007 se ha convertido en uno de los equipos más fuertes de la liga alemana de hockey sobre hielo, donde fue finalista en 2011, 2016 y 2017. 
También en la ciudad se realiza anualmente el Challenger de Wolfsburgo de tenis desde 1993.

## Personas notables
- Dero Goi (nacido en 1970), músico.
- Stefanie Gottschlich (nacida en 1978), futbolista.
- Sascha Paeth (nacido en 1970), músico.